# Frederic Hymen Cowen
Frederic Hymen Cowen (Kingston, 29 gennaio 1852 – Londra, 6 ottobre 1935) è stato un musicista britannico.
Fu pianista, direttore d'orchestra e compositore di notevole livello.

## Biografia
Hymen Frederick Cohen nacque in Giamaica, quinto ed ultimo figlio di Frederick Augustus Cohen e di Emily Cohen Davis. Ebbe tre sorelle e un fratello: l'attrice Elizabeth Rose Cohen (nata nel 1843), la pittrice Henrietta Sophia Cohen (nata nel 1845), Lionel Jonas Cohen (nato nel 1847) ed Emma Magnay Cohen (nata nel 1849).
Quando aveva quattro anni la famiglia si trasferì definitivamente in Inghilterra, dove suo padre divenne tesoriere della "Her Majesty's Opera" (oggi il Her Majesty's Theatre), nonché segretario di William Humble Ward (1817–1885). Abitarono inizialmente a Londra in Warwick Crescent e, per praticità, mutarono il loro cognome da Cohen in Cowen.
Frederic Cowen iniziò a prendere lezioni di piano con il maestro Henry Russell. Fu un bambino prodigio, specie in composizione: infatti pubblicò il suo primo brano, Minna-waltz, a soli sei anni e due anni dopo scrisse addirittura la sua prima operetta, Garibaldi.
Proseguì lo studio del pianoforte con Julius Benedict e la composizione con John Goss. Fece la sua prima apparizione in pubblico come accompagnatore al piano in occasione di un concerto a Brighton agli inizi degli anni 1860.

Ma la sua prima esibizione pubblica avvenne il 17 dicembre 1863, all'età di 11 anni al teatro Bijou del vecchio Her Majesty's Opera House. L'anno seguente eseguì il Concerto per Piano in Re minore di Felix Mendelssohn, presso la Dudley House, in Park Lane. Un anno dopo presentò per la prima volta una sua composizione: il "Pianoforte trio" in La maggiore, con Joseph Joachim che eseguiva la parte del violino.

### L'educazione musicale
Nell'autunno del 1865, seguendo il consiglio dei suoi maestri, Cowen si recò in Germania onde perfezionare ulteriormente i suoi studi. A Lipsia, sotto la guida di Ernst Friedrich Eduard Richter, Cowen studiò armonia e contrappunto con Moritz Hauptmann, pianoforte con Ignaz Moscheles, composizione con Carl Reinecke e Ferdinand David.
Entrò anche in contatto con Salomon Jadassohn e Ernst Wenzel, e prese alcune lezioni private di piano da Louis Plaidy. Suoi compagni di studio a Lipsia furono, fra gli altri, Swinnerton Heap, Johan Svendsen, Oscar Beringer e il compositore Stephen Adams.

### La carriera
Tornato a casa allo scoppio della guerra Austro-Prussiana, Cowen si fece conoscere come compositore per orchestra con una Ouverture in Re minore, eseguita al Covent Garden l'8 settembre del 1866. Nell'autunno che seguì si recò a Berlino, dove continuò i suoi studi di perfezionamento della composizione con Friedrich Kiel e Carl Taubert, prendendo anche ulteriori lezioni di piano da Carl Tausig, per poi iscriversi all'Accademia creata da Julius Stern, nota anche come il "Stern'sches Konservatorium".

Nel frattempo i suoi lavori venivano eseguiti in pubblico: la sua prima sinfonia in Do minore e il concerto per piano e orchestra in La minore furono eseguiti nella St. James's Hall il 9 dicembre 1869, e da quel giorno Cowen fu considerato principalmente un compositore. Il suo talento di pianista passò quindi in subordine, sebbene le sue esibizioni in pubblico furono in seguito sempre numerose, mentre la sua notorietà come autore crebbe.
Infatti la sua "cantata" The Rose Maiden venne eseguita a Londra nel 1870. La sua seconda Sinfonia, in Fa maggiore, venne presentata, sempre a Londra, dalla Royal Liverpool Philharmonic Society nel 1872, e il suo primo lavoro per un festival, The Corsair, fu dato nel 1876 a Birmingham. Quello stesso anno la sua opera Pauline, venne messa in scena dalla "Carl Rosa Opera Company" con discreto successo, mentre la sua composizione più rappresentativa, la Sinfonia nº3 in Do minore, Scandinavian, eseguita alla St. James's Hall nel 1880, divenne per almeno dieci anni uno dei più popolari brani sinfonici di repertorio, conferendo a Cowen una collocazione quasi internazionale.
Nel 1884 diresse cinque concerti alla Philharmonic Society of London, e nel 1888, con le dimissioni di Arthur Sullivan, divenne il direttore stabile di quella società.. Nel 1896, Cowen fu nominato direttore della Liverpool Philharmonic Society e della Hallé Orchestra, succedendo a Sir Charles Hallé. Fu poi sostituito alla direzione di quest'ultima dopo tre anni, a favore di Hans Richter, ma, nel 1899, venne richiamato alla direzione della Filarmonica di Londra. Diresse anche la "Bradford Festival Choral Society", la "Bradford Permanent Orchestra", la "Scottish Orchestra" (oggi "Royal Scottish National Orchestra") e, per qualche anno, anche il "Handel Festival", oltre ad essere regolarmente chiamato in molti Festival britannici, come direttore e come compositore.
L'attività e la carriera di Cowen, sia in veste di compositore che in quella di direttore d'orchestra, sono oggi quasi del tutto dimenticate. Sebbene egli si considerasse primariamente un compositore sinfonico, i suoi maggiori successi li colse con brani orchestrali leggeri, nei quali il suo talento per le melodie colorite ed aggraziate si manifestava con più evidenza. Con la sua cantata per voci femminili, i suoi incantevoli Sleeping Beauty e Water Lily, o la sua bella overture The Butterfly's Ball (1901), Cowen riesce ad esprimere in modo elegante e piacevole ogni contenuto poetico. La sua musica per la danza, come la si ritrova in diverse sue suite orchestrali, è raffinata, originale e ammirevolmente strumentata.

Ma anche la maggior parte delle sue composizioni serie è altrettanto lodevole, benché meno immediata. Essa riesce più raramente ad esprimere gli aspetti più gravi dell'emozione. Peraltro, i suoi lavori per coro, scritti per i numerosi festival di impronta Vittoriana o Eduardiana, sono caratterizzati dal gusto corrente di quegli anni. Le sue oltre 300 canzoni includono, inoltre, tutti gli elementi delle più note e nobili ballate popolari, e questo fece sì che, nel 1898, egli fosse considerato come l'English Schubert.
Cowen ricevette le lauree onorarie a Cambridge e ad Edimburgo, rispettivamente nel 1900 e nel 1910, e fu nominato Cavaliere al St. James's Palace il 6 luglio del 1911. Il 23 giugno del 1908 sposò a Londra Frederica Gwendoline Richardson, più giovane di lui di 30 anni. Essi non ebbero figli.
Frederic Cowen morì il 6 ottobre del 1935 a 83 anni, e fu sepolto nel cimitero ebraico di Golders Green. Sua moglie visse fino al 1971 e morì a Hove, nel Sussex.
Cowen scrisse la sua autobiografia, con i particolari della sua carriera di direttore e di compositore:
My Art and My Friends, che fu pubblicata a Londra dall'editore Edward Arnold nel 1913.

## Composizioni principali

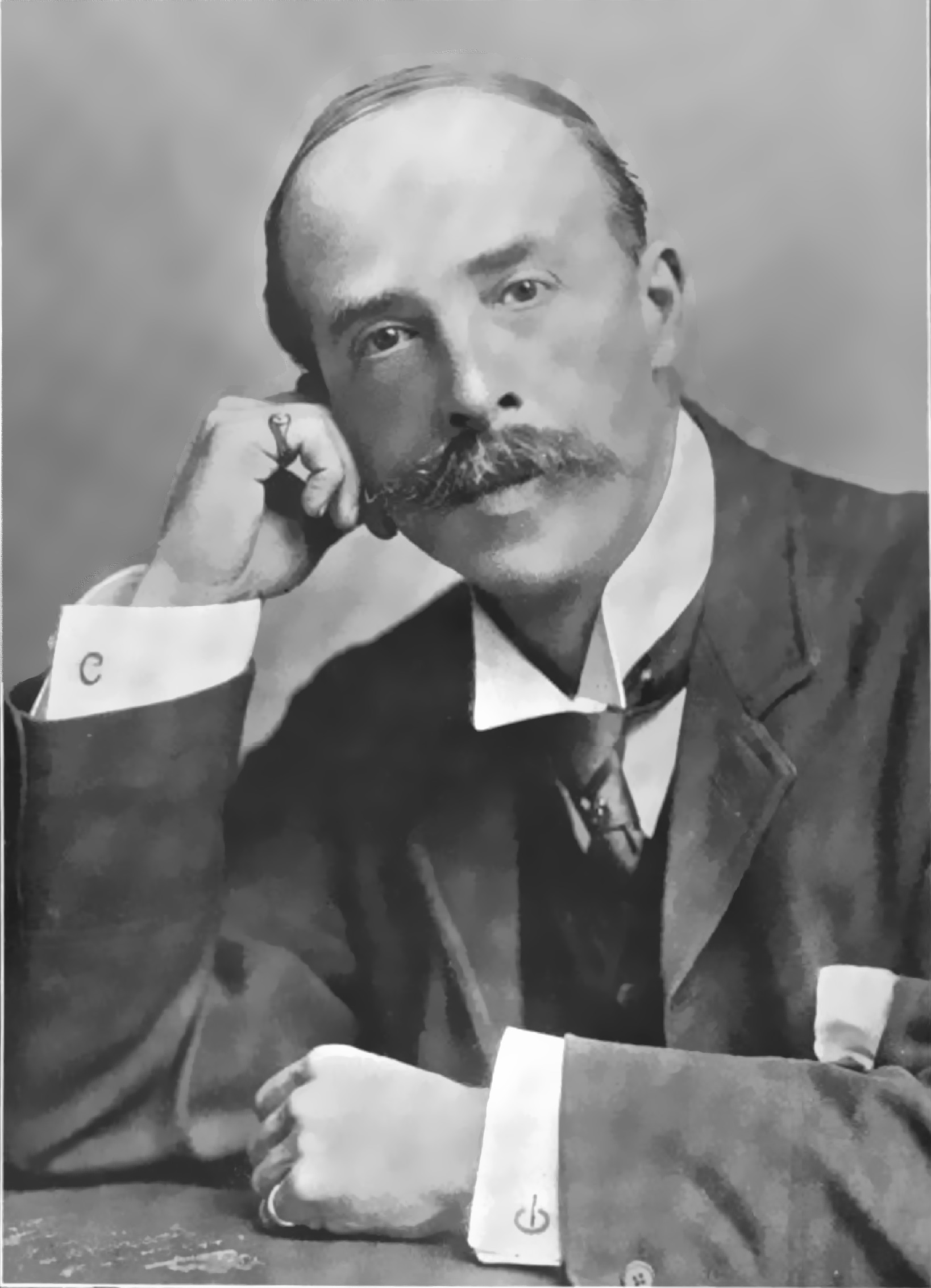
Frederic Cowen nel 1898

### Opere liriche
- Pauline, Lyceum, Londra, 1876)
- Thorgrim, Drury Lane, Londra, 1890)
- Signa, Teatro dal Verme, Milano, 1893. Composta in 3 atti, poi ridotta a 2. Covent Garden, Londra, 1894)
- Harold or the Norman Conquest, Covent Garden, Londra, 1895)

### Operette
- Garibaldi (1860)
- One Too Many (1874)
- The Spirit of Carnival (incompiuta, 1918?)
- Comedy-Opera (1921)

### Brani per solisti e orchestra
- The Dream of Endymion (1897)

### Oratori
- The Deluge (1878)
- Ruth (1887)
- Jephthah (incompiuto, 1900)

### Cantate sacre
- The Rose Maiden (1870)
- The Corsair (1876)
- St. Ursula (1881)
- The Sleeping Beauty (1885)
- St. Johns Eve (1889)
- The Fairies' Spring (1891)
- The Water Lily (1893)
- Village Scenes (1893)
- Summer on the River (1893)
- Christmas Scenes (1894)
- The Transfiguration (1895)
- The Rose of Life (1895)
- A Daughter of the Sea (1896)

### Musica per coro
- A Song of Thanksgiving (1888)
- Ode in memoriam Carl Rosa (1890)
- All Hail the Glorious Reign (1897)
- Ode to the Passions (1898)
- Coronation Ode (1902)
- John Gilpin (1904)
- He Giveth His Belovèd Sleep (1907)
- The Veil (1910)
- What shall we Dance? (1914)

### Sinfonie
- Symphonie No. 1, in Do minore (1869)
- Symphonie No. 2, in Fa maggiore (1872)
- Symphonie No. 3, in Do minore, Scandinavian (1880)
- Symphonie No. 4, in Si minore, The Welsh (1884)
- Symphonie No. 5, in Fa maggiore (1887)
- Symphonie No. 6, in Mi maggiore, Idyllic (1897)

### Concerti
- Concerto per piano in La minore (1869)
- Concertstück, "fantasia" per piano e orchestra scritta per Ignacy Paderewski (1900)[4]

### Musica da camera
- Piano Trio No. 1, in La maggiore (1865)
- Piano Trio No. 2, in La minore (1868)
- Quartetto per archi in Do minore (1866)

### Canzoni
Selezione dalle circa 300 canzoni composte
- Border Ballad
- I will give you Rest
- Buttercups and Daisies
- When the Worlds is Fair
- The Voice of the Father
- The Swallows
- Promise of Life
- The Chimney Corner
- The Reaper and the Flowers
- The Better Land
- Spinning
- It was a Dream

### Varie
- Ouverture in Re minore (1866)
- The Maid of Orleans (1871)
- Festival Ouverture (per il Festival di Norwich) (1872)
- The Language of Flowers, suite per balletto, Set 1 (1880)
- Sinfonietta in La maggiore (1881)
- Niagara, ouverture caratteristica in Do maggiore (1881)
- In the Olden Time, suite in Re maggiore per archi (1883)
- Barbaric March (1883)
- Deux Morceaux (1883)
- March (per l'esposizione di Folkestone) (1886)
- Ouverture en D majeur (per l'esposizione di Liverpool) (1886)
- In Fairyland, Suite per balletto (1896)
- Four English Dances en the Olden Style, Set 1 (1896)
- The Dream of Endymion (1897)
- The Butterfly's Ball, Concerto Ouverture (1901)
- A Phantasy of Life and Love (1901)
- Coronation March (1902)
- Indian Rhapsody (1903)
- Two Pieces, per piccola orchestra (1903)
- Rêverie (1903)
- Suite of Old English Dances, Set 2 (1905)
- The Months (1912)
- The Language of Flowers, Suite per balletto, Set 2 (1914)
- Monica's Blue Boy, pantomima, 1917
- Cupid's Conspiracy, balletto, 1918
- The Enchanted Cottage (1922)
- The Magic Goblet - The Luck of Edenhall (1934)